# Fågelvägen
Fågelvägen avser det kortaste avståndet mellan två geografiska punkter längs en rät linje, oavsett topografiska hinder, så som sträckan kan mätas på en karta. I överförd användning i uttryck betyder det att ta den kortaste vägen, raka vägen, till något.
I engelskspråkiga områden förekommer uttrycket as the crow flies (så som kråkan flyger).